# One Live Night
One Live Night è un album dal vivo del gruppo musicale statunitense Dokken, pubblicato il 12 novembre 1996 dalla CMC International. È stato registrato pochi mesi dopo la reunion del gruppo, al locale The Strand di Redondo Beach, California, nel dicembre del 1994.
Si tratta di un concerto semi-acustico in cui i Dokken, oltre ai loro pezzi più celebri, eseguono un paio di cover e presentano alcuni nuovi pezzi che andranno poi a finire nell'album Dysfunctional. Il chitarrista George Lynch suona inoltre la strumentale I Will Remember, tratta dal suo album solista Sacred Groove. 
Inizialmente distribuito solo in Giappone, il concerto è stato filmato professionalmente e pubblicato anche in VHS e DVD.

## Tracce
1. Into the Fire – 5:22 (Don Dokken, George Lynch, Jeff Pilson)
2. Unchain the Night – 6:48 (Dokken, Lynch, Pilson, Mick Brown)
3. The Maze – 5:44 (Dokken, Pilson, Lynch)
4. Nothing Left to Say – 4:44 (Dokken, Pilson)
5. From the Beginning (cover degli Emerson, Lake & Palmer) – 4:59 (Greg Lake)
6. Tooth and Nail – 4:43 (Lynch, Pilson, Brown)
7. Just Got Lucky – 5:07 (Lynch, Pilson)
8. I Will Remember – 4:17 (Lynch)
9. Alone Again – 7:20 (Dokken, Pilson)
10. In My Dreams – 4:35 (Dokken, Lynch, Pilson, Brown)
11. Nowhere Man (cover dei Beatles) – 2:55 (Lennon-McCartney)
12. It's Not Love – 6:03 (Dokken, Lynch, Pilson, Brown)

## Formazione
- Don Dokken – voce, chitarra acustica, basso
- George Lynch – chitarra solista, chitarra ritmica, chitarra acustica
- Jeff Pilson – basso, chitarra, pianoforte, cori, voce principale nelle tracce 7 e 12
- Mick Brown – batteria, cori, voce principale nelle tracce 6 e 12